# Geophagus brasiliensis
La castañeta (Geophagus brasiliensis) es una especie de peces de la familia Cichlidae en el orden de los Perciformes.

## Morfología
Los machos pueden llegar alcanzar los 28 cm de longitud total.

## Distribución geográfica
Se encuentra al sur del Brasil y en Uruguay.